# San Caio
San Caio, conhecida também como San Caio in Via Porta Pia, era uma igreja de Roma, Itália, localizada no rione Castro Pretorio, na via XX Settembre, ao lado do Palazzo del Quirinale. Era dedicada ao papa São Caio e foi demolida em 1885 para permitir a construção do Palazzo del Ministero della Guerra e da via Firenze.

## História
Esta igreja foi construída em 1631 pelo papa Urbano VIII a pedido de algum nobre da Dalmácia devoto do santo papa do século III e que veio a Roma para buscar os restos do antigo titulus Gai. Na realidade, a igreja estava apoiada nos restos de uma construção do século III identificada como sendo o antiquíssimo título. Segundo Giuseppe Scarfone, estes vestígios abrangiam a domus Nummiorum, construída na primeira metade do século IV e em cujo subterrâneo foi escavado um mitreu. Sobre suas ruínas, provavelmente no século V, foi construída uma primeira igreja dedicada ao papa São Caio, sede do famoso título; arruinada, foi reconstruída no século XVII juntamente com o mosteiro vizinho.

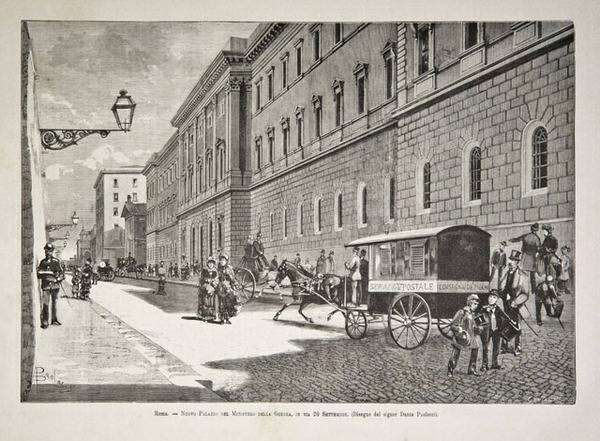
Vista da Via XX Settembre mostrando o novo Palazzo dello Ministero della Guerra e, ao lado, onde seria aberta a Via Firenze, a igreja de San Caio, demolida logo em seguida.

A igreja era caracterizada por sua grandiosa fachada e seu pequeno campanário de cúpula na forma de um pavilhão. No altar-mor estavam as relíquias do santo. Segundo Antonio Nibby:
| “ | Os arquitetos foram Francesco Peparelli e Vincenzo della Greca. No primeiro altar da esquerda, Mario Balassi, um florentino, esculpiu a aparição de Jesus à Maria Madalena. Nesta mesma capela, Andrea Camassei esculpiu "São Bernardo vigia Jesus com Maria". No altar-mor, está o uma imagem do santo padroeiro realizando um batismo, de Giovanni Battista Speranza. | ” |
|   | — Nibby. |   |

A igreja, o mosteiro anexo e os antigos vestígios foram todos destruídos nas obras de demolição em 1885, . Além do ministério, no terreno do antigo complexo, foram construídos outros edifícios no final do século XIX, incluindo a Igreja Evangélica Metodista de Roma.
Depois da unificação da Itália, o complexo foi confiscado pelo novo governo da Itália e completamente demolido em 1885 sem a realização de escavações arqueológicas. O objetivo aparentemente não foi a construção do Palazzo del Ministero della Guerra e sim a abertura da via Firenze, pois existe uma foto de 1883 mostrando o prédio do ministério completo e a igreja ainda no local (vide ao lado).
As relíquias do papa São Caio foram levadas para Santa Susanna.